# Tristar 64
El Tristar 64 es un complemento sin licencia para la consola de videojuegos  Nintendo 64. Producido en  Hong Kong por Future Laboratory, el Tristar 64 cuenta con dos puertos de cartucho adicionales que están diseñados para aceptar cartuchos de la Nintendo Entertainment System (NES, Famicom) y el Super Nintendo Entertainment System (SNES, Super Famicom). El dispositivo emula el NES (vía NES-on-a-chip) el hardware de SNES, y permite que el cartucho se ejecute. El dispositivo también cuenta con una funcionalidad de cartucho de trucos incorporada a través de un programa llamado X-Terminator, así como el Editor de memoria, que permite que los datos de juegos guardados de SRAM y EEPROM se archiven y editen.
El Tristar 64 requiere una fuente de alimentación independiente y se conecta a un televisor por medio de cables de salida  RCA, y la salida de video del N64 se enruta primero a través del dispositivo Tristar. Aunque el dispositivo cuenta con compatibilidad con la mayoría de los títulos tanto para NES como para SNES, los cartuchos con un procesador adicional (como el chip SA-1 que se encuentra en Super Mario RPG) no son compatibles[cita requerida]. El Tristar 64 es similar al Super 8, un dispositivo que permite reproducir cartuchos NES en una consola SNES.